# Ải mỹ nhân
Ải mỹ nhân là một bộ phim truyền hình được thực hiện bởi Hãng phim Xuân Phước do Xuân Phước làm đạo diễn. Phim phát sóng vào lúc 20h00 từ thứ 2 đến thứ 7 hàng tuần bắt đầu từ ngày 20 tháng 8 năm 2016 và kết thúc vào ngày 29 tháng 9 năm 2016 trên kênh THVL1.

## Nội dung
Ải mỹ nhân lấy bối cảnh những năm đầu thế kỷ 20, xoay quanh câu chuyện gia đình ông Hội đồng Thanh (NSƯT Thanh Điền) giàu có nổi tiếng đất Cù Lao, có bốn bà vợ gồm bà Cả (Thiên Hương), bà Hai (Đan Thy), bà Tư (Dương Cẩm Lynh) với những cảnh tình éo le, nhiều khúc mắc rắc rối, mâu thuẫn, yêu, ghét, hận thù…

## Diễn viên
- Thanh Điền trong vai Hội đồng Thanh
- Công Ninh trong vai Ông Thời
- Dương Cẩm Lynh trong vai Phụng Kiều[4]
- Lương Thế Thành trong vai Hai Sanh[5]
- Thúy Diễm trong vai Lụa[1]
- Diệp Bảo Ngọc trong vai Mai[5]
- Thiên Hương trong vai Bà Cả
- Huy Cường trong vai Bình
- Đan Thy trong vai Bà Hai
- Quách Cung Phong trong vai Lợi
- Trương Hải Vân trong vai Bà Ba
- Uyên Trinh trong vai Bà Lặt
- Thanh Hiền trong vai Bà Năm
- Bích Duyên trong vai Sen
- Trần Phương trong vai Tèo

Cùng một số diễn viên khác....

## Ca khúc trong phim
Bài hát trong phim là ca khúc "Nước lớn nước ròng" do Vũ Quốc Bình sáng tác và Hồ Thanh Danh thể hiện.